# Ogün Temizkanoğlu
Ogün Temizkanoğlu (ur. 9 października 1969 w Hamm w Niemczech) – piłkarz turecki grający na pozycji środkowego obrońcy.

## Kariera klubowa
Ogün urodził się w niemieckim mieście Hamm. Piłkarską karierę rozpoczął jednak w ojczyźnie rodziców, w Turcji. Jego pierwszym klubem w karierze był Trabzonspor, w barwach którego zadebiutował w sezonie 1989/1990 w rozgrywkach tureckiej Superligi. Już w kolejnym sezonie zaczął grywać w pierwszym składzie klubu z Trabzonu, a w 1992 roku osiągnął swój pierwszy sukces, gdy zdobył z Trabzonsporem Puchar Turcji. Z kolei w 1995 roku po raz pierwszy został wicemistrzem Turcji oraz drugi raz sięgnął po krajowy puchar. W 1996 Trabzonspor znów wywalczył wicemistrzostwo kraju, a w 1997 wystąpił w finale pucharu tureckiego. W 1998 Temizkanoğlu zajął 3. miejsce w lidze, a w 1999 - 4. Sezon 1998/1999 był jego ostatnim w barwach "Bordo-Mavililer", a łącznie dla tego klubu rozegrał 252 spotkania, w których strzelił 33 gole.
Latem 1999 roku Ogün zmienił barwy klubowe przechodząc do stambulskiego Fenerbahçe SK. W "Fener", podobnie jak w Trabzonsporze, był podstawowym zawodnikiem drużyny. W 2001 roku sięgnął z Fenerbahçe po swój pierwszy w karierze tytuł mistrza kraju, a w mistrzowskim sezonie rozegrał 26 meczów i strzelił 5 goli. Jesienią tamtego roku wystąpił w fazie grupowej Ligi Mistrzów, a wiosną 2002 został wicemistrzem kraju. Zawodnikiem Fenerbahçe był do sezonu roku 2002/2003. W letnim oknie transferowym podpisał kontrakt z Konyasporem. Tam występował przez jeden sezon, by w 2004 roku stać się piłkarzem Akçaabat Sebatspor. Latem 2005 spadł z nim z Superligi i przez jeden rok grał w pierwszej lidze, a w 2006 roku zakończył piłkarską karierę.
| Sezon   | Klub               | Kraj   | Rozgrywki | Mecze | Bramki |
| ------- | ------------------ | ------ | --------- | ----- | ------ |
| 1989/90 | Trabzonspor        | Turcja | Süper Lig | 5     | 0      |
| 1990/91 | Trabzonspor        | Turcja | Süper Lig | 17    | 0      |
| 1991/92 | Trabzonspor        | Turcja | Süper Lig | 26    | 5      |
| 1992/93 | Trabzonspor        | Turcja | Süper Lig | 30    | 3      |
| 1993/94 | Trabzonspor        | Turcja | Süper Lig | 25    | 0      |
| 1994/95 | Trabzonspor        | Turcja | Süper Lig | 31    | 5      |
| 1995/96 | Trabzonspor        | Turcja | Süper Lig | 34    | 4      |
| 1996/97 | Trabzonspor        | Turcja | Süper Lig | 33    | 6      |
| 1997/98 | Trabzonspor        | Turcja | Süper Lig | 29    | 5      |
| 1998/99 | Trabzonspor        | Turcja | Süper Lig | 22    | 5      |
| 1999/00 | Fenerbahçe SK      | Turcja | Süper Lig | 28    | 2      |
| 2000/01 | Fenerbahçe SK      | Turcja | Süper Lig | 26    | 5      |
| 2001/02 | Fenerbahçe SK      | Turcja | Süper Lig | 25    | 3      |
| 2002/03 | Fenerbahçe SK      | Turcja | Süper Lig | 20    | 2      |
| 2003/04 | Konyaspor          | Turcja | Süper Lig | 28    | 0      |
| 2004/05 | Akçaabat Sebatspor | Turcja | Süper Lig | 25    | 4      |
| 2005/06 | Akçaabat Sebatspor | Turcja | I liga    | ?     | ?      |

## Kariera reprezentacyjna
W reprezentacji Turcji Ogün zadebiutował 26 maja 1990 roku w zremisowanym 0:0 towarzyskim spotkaniu z Irlandią, rozegranym w İzmirze. W 1996 roku został powołany przez selekcjonera Fatiha Terima do kadry na Euro 96. Tam był podstawowym zawodnikiem kadry narodowej i wystąpił we wszystkich trzech spotkaniach fazy grupowej: przegranych 0:1 z Chorwacją, 0:1 z Portugalią i 0:3 z Danią. Z kolei na Euro 2000 rozegrał cztery spotkania, w tym trzy grupowe z Włochami (1:2), ze Szwecją, z Belgią (2:0) oraz ćwierćinałowy z Portugalią (0:2). Karierę reprezentacyjną zakończył w 2002 roku, a w kadrze Turcji rozegrał łącznie 76 spotkań, w których zdobył 5 goli.

## Kariera trenerska
Po zakończeniu kariery Ogün został trenerem. Obecnie pełni funkcję szkoleniowca tureckiej kadry U-18.